# 佐藤康邦
佐藤 康邦（さとう やすくに、1944年1月 - 2018年7月）は、日本の哲学研究者、倫理学者。東京大学名誉教授。

## 来歴
東京都生まれ。東京都立新宿高等学校を経て1968年東京大学文学部倫理学科卒業、1973年同大学院博士課程単位取得退学、教養学部社会科学科助手、1977年東洋大学文学部専任講師、1980年助教授、1989年教授、1996年東京大学大学院人文社会系研究科教授、2006年定年退職、東京大学名誉教授、放送大学教授(2007-2014)、放送大学客員教授(2015-2017)。
1984年から1986年、西ドイツ・アレクサンダー・フォン・フンボルト財団奨学生としてエアランゲン・ニュルンベルク大学哲学科に在学。2005年『カント『判断力批判』と現代』で東京大学博士（文学）。

## 著書
- 『ヘーゲルと目的論』（ 昭和堂（テオレイン叢書）） 1991
- 『絵画空間の哲学 思想史の中の遠近法 』（三元社） 1992.3、改装版　2008、のちちくま学芸文庫 2024.1
- 『カント『判断力批判』と現代 目的論の新たな可能性を求めて』（岩波書店） 2005.2

第18回和辻哲郎文化賞受賞
- 『現代を生きる哲学』（放送大学） 2007
- 『哲学への誘い』（放送大学） 2008、改訂版2014
- 『哲学史における生命概念』（放送大学大学院） 2010
- 『近代哲学の人間像』（放送大学） 2012
- 『様式の基礎にあるもの 絵画芸術の哲学』（三元社） 2014
- 『教養のヘーゲル『法の哲学』 国家を哲学するとは何か』（三元社） 2016
- 『古代ギリシアにおける哲学的知性の目覚め』（左右社、放送大学叢書） 2018

### 共編著
- 『モラル・アポリア 道徳のディレンマ』（溝口宏平共編、ナカニシヤ出版、叢書倫理学のフロンティア） 1998
- 『感覚 - 世界の境界線』（河本英夫共編、白菁社、叢書現象学と解釈学） 1999
- 『甦る和辻哲郎 人文科学の再生に向けて』（清水正之, 田中久文共編、ナカニシヤ出版、叢書倫理学のフロンティア） 1999
- 『風景の哲学』（安彦一恵共編、ナカニシヤ出版、叢書倫理学のフロンティア） 2002
- 『西洋哲学の誕生』（三嶋輝夫共編、放送大学） 2010
- 『カント哲学のアクチュアリティー 哲学の原点を求めて』（坂部恵共編、ナカニシヤ出版） 2008.2
- 『ドイツ哲学の系譜』（湯浅弘共編、放送大学） 2014

## 翻訳
- 『法の哲学 自然法と国家学の要綱』（ヘーゲル、上妻精, 山田忠彰共訳、岩波書店、ヘーゲル全集 9a・b） 2000 - 2001、のち岩波文庫（上・下）2021